# Stachylina minima
Stachylina minima är en svampart som beskrevs av M.C. Williams & Lichtw. 1990. Stachylina minima ingår i släktet Stachylina och familjen Harpellaceae.   Inga underarter finns listade i Catalogue of Life.